# Coupe de France de cyclo-cross 2024
Navigation
2023 2025
La Coupe de France de cyclo-cross 2024 est la 42e édition de la Coupe de France de cyclo-cross. Elle se déroule du 19 octobre 2024 au 15 décembre 2024 à travers huit manches réparties sur quatre week-ends, un même lieu accueillant une première manche le samedi et une deuxième le dimanche. 
En raison du nombre de participantes, les catégories élites et espoirs féminines participent aux mêmes courses et partagent le même classement général. 
Pour les catégories juniors, seuls les 5 meilleurs résultats sont retenus pour le calcul du classement général.

## Hommes élites

### Résultats
| # | Date        | Lieu             | Vainqueur       | Deuxième       | Troisième         | Leader du classement général |
| - | ----------- | ---------------- | --------------- | -------------- | ----------------- | ---------------------------- |
| 1 | 19 octobre  | Nommay           | Loris Rouiller  | David Menut    | Fabien Doubey     | Loris Rouiller               |
| 2 | 20 octobre  | Nommay           | Loris Rouiller  | Fabien Doubey  | Rémi Lelandais    | Loris Rouiller               |
| 3 | 9 novembre  | Pierric          | Timothé Gabriel | David Menut    | Joshua Dubau      | David Menut                  |
| 4 | 10 novembre | Pierric          | David Menut     | Rémi Lelandais | Timothé Gabriel   | David Menut                  |
| 5 | 23 novembre | Troyes           | David Menut     | Tony Périou    | Joshua Dubau      | David Menut                  |
| 6 | 24 novembre | Troyes           | David Menut     | Loris Rouiller | Clément Venturini | David Menut                  |
| 7 | 14 décembre | La Ferté-Bernard | Joshua Dubau    | David Menut    | Lucas Dubau       | David Menut                  |
| 8 | 15 décembre | La Ferté-Bernard | David Menut     | Tony Périou    | Joshua Dubau      | David Menut                  |

### Classement
David Menut remporte le classement général.
|    | Coureur          | Équipe                    | Points |
| -- | ---------------- | ------------------------- | ------ |
| 1  | David Menut      | AS Bike Racing            | 345    |
| 2  | Tony Périou      | Team VCP Loudéac CX       | 295    |
| 3  | Lucas Dubau      | Van Rysel Cross Team      | 295    |
| 4  | Ugo Ananie       | Arques CX Team Diffusport | 285    |
| 5  | Timothé Gabriel  | Team CX TMP               | 284    |
| 6  | Nicolas Reculeau | Team Guével Roadborn      | 254    |
| 7  | Cyprien Gilles   | Team Guével Roadborn      | 248    |
| 8  | Joshua Dubau     | Van Rysel Cross Team      | 240    |
| 9  | Damien Beton     | Union Cycliste Pélussin   | 235    |
| 10 | Quentin Navarro  | Team Atria Montluçon      | 234    |

## Femmes élites

### Résultats
| # | Date        | Lieu             | Vainqueur          | Deuxième           | Troisième          | Leader du classement général |
| - | ----------- | ---------------- | ------------------ | ------------------ | ------------------ | ---------------------------- |
| 1 | 19 octobre  | Nommay           | Marie Schreiber    | Hélène Clauzel     | Célia Gery         | Marie Schreiber              |
| 2 | 20 octobre  | Nommay           | Marie Schreiber    | Hélène Clauzel     | Amandine Fouquenet | Marie Schreiber              |
| 3 | 9 novembre  | Pierric          | Amandine Fouquenet | Noémie Garnier     | Amandine Muller    | Amandine Fouquenet           |
| 4 | 10 novembre | Pierric          | Célia Gery         | Amandine Fouquenet | Amandine Vidon     | Amandine Fouquenet           |
| 5 | 23 novembre | Troyes           | Anaïs Morichon     | Amandine Muller    | Amandine Vidon     | Amandine Muller              |
| 6 | 24 novembre | Troyes           | Amandine Vidon     | Anaïs Morichon     | Noémie Garnier     | Amandine Vidon               |
| 7 | 14 décembre | La Ferté-Bernard | Noémie Garnier     | Anaïs Morichon     | Amandine Vidon     | Amandine Vidon               |
| 8 | 15 décembre | La Ferté-Bernard | Noémie Garnier     | Amandine Vidon     | Amandine Muller    | Amandine Vidon               |

### Classement
Amandine Vidon remporte le classement général.
|    | Coureur           | Équipe                      | Points |
| -- | ----------------- | --------------------------- | ------ |
| 1  | Amandine Vidon    | Ardennes Cross Team Gecibat | 316    |
| 2  | Noémie Garnier    | Team Guével Roadborn        | 313    |
| 3  | Amandine Muller   | AS Bike Racing              | 304    |
| 4  | Alexandra Valade  | UVCA Troyes                 | 292    |
| 5  | Audrey Weingarten | Team CX Chartres            | 268    |
| 6  | Laura Porhel      | Team VCP Loudéac CX         | 243    |
| 7  | Anaïs Morichon    | Arkéa-B&B Hotels            | 232    |
| 8  | Lise Klaës        | UVCA Troyes                 | 210    |
| 9  | Marie Moissonier  | Lyon Sprint Evolution       | 210    |
| 10 | Léa Coraboeuf     | AC Lanester 56              | 189    |

## Hommes espoirs

### Résultats
| # | Date        | Lieu             | Vainqueur       | Deuxième        | Troisième       | Leader du classement général  |
| - | ----------- | ---------------- | --------------- | --------------- | --------------- | ----------------------------- |
| 1 | 19 octobre  | Nommay           | Aubin Sparfel   | Nathan Bommenel | Tristan Verrier | Aubin Sparfel                 |
| 2 | 20 octobre  | Nommay           | Nathan Bommenel | Aubin Sparfel   | Tristan Verrier | Aubin Sparfel Nathan Bommenel |
| 3 | 9 novembre  | Pierric          | Aubin Sparfel   | Jules Simon     | Matéo Jot       | Aubin Sparfel                 |
| 4 | 10 novembre | Pierric          | Aubin Sparfel   | Tristan Verrier | Matéo Jot       | Aubin Sparfel                 |
| 5 | 23 novembre | Troyes           | Aubin Sparfel   | Jules Simon     | Léo Bisiaux     | Aubin Sparfel                 |
| 6 | 24 novembre | Troyes           | Aubin Sparfel   | Matéo Jot       | Léo Bisiaux     | Aubin Sparfel                 |
| 7 | 14 décembre | La Ferté-Bernard | Aubin Sparfel   | Tristan Verrier | Corentin Lequet | Aubin Sparfel                 |
| 8 | 15 décembre | La Ferté-Bernard | Aubin Sparfel   | Tristan Verrier | Romain Debord   | Aubin Sparfel                 |

### Classement
Aubin Sparfel remporte le classement général.
|   | Coureur         | Équipe                     | Points |
| - | --------------- | -------------------------- | ------ |
| 1 | Aubin Sparfel   | Decathlon AG2R La Mondiale | 357    |
| 2 | Tristan Verrier | Team Guével Roadborn       | 300    |
| 3 | Jules Simon     | AS Bike Racing             | 300    |
| 4 | Romain Debord   | AS Bike Racing             | 290    |
| 5 | Matéo Jot       | Team CX TPM                | 282    |

## Hommes juniors

### Résultats
| # | Date        | Lieu             | Vainqueur             | Deuxième              | Troisième        | Leader du classement général |
| - | ----------- | ---------------- | --------------------- | --------------------- | ---------------- | ---------------------------- |
| 1 | 19 octobre  | Nommay           | Théophile Vassal      | Soren Bruyère Joumard | Johan Blanc      | Théophile Vassal             |
| 2 | 20 octobre  | Nommay           | Théophile Vassal      | Soren Bruyère Joumard | Johan Blanc      | Théophile Vassal             |
| 3 | 9 novembre  | Pierric          | Gaël Guillaume        | Florian Fery          | Soan Ruesche     | Soan Ruesche                 |
| 4 | 10 novembre | Pierric          | Soen Le Pann          | Soan Ruesche          | Florian Fery     | Soan Ruesche                 |
| 5 | 23 novembre | Troyes           | Théophile Vassal      | Soren Bruyère Joumard | Oscar Amey       | Florian Fery                 |
| 6 | 24 novembre | Troyes           | Soren Bruyère Joumard | Théophile Vassal      | Florian Fery     | Florian Fery                 |
| 7 | 14 décembre | La Ferté-Bernard | Soren Bruyère Joumard | Florian Fery          | Théophile Vassal | Théophile Vassal             |
| 8 | 15 décembre | La Ferté-Bernard | Théophile Vassal      | Florian Fery          | Soen Le Pann     | Théophile Vassal             |

### Classement
Théophile Vassal remporte le classement général.
|   | Coureur               | Équipe                          | Points |
| - | --------------------- | ------------------------------- | ------ |
| 1 | Théophile Vassal      | Jura Cyclisme Pays du Revermont | 262    |
| 2 | Soren Bruyère Joumard | A.S. Fontaine                   | 254    |
| 3 | Florian Fery          | BikeEnery School                | 245    |
| 4 | Soen Le Pann          | EC Plestin Pays de Trégor       | 235    |
| 5 | Soan Ruesche          | UC Nantes Atlantique            | 235    |

## Femmes juniors

### Résultats
| # | Date        | Lieu             | Vainqueur      | Deuxième            | Troisième         | Leader du classement général |
| - | ----------- | ---------------- | -------------- | ------------------- | ----------------- | ---------------------------- |
| 1 | 19 octobre  | Nommay           | Lise Revol     | Anja Grossmann      | Jeanne Duterne    | Lise Revol                   |
| 2 | 20 octobre  | Nommay           | Lise Revol     | Lison Desprez       | Jeanne Duterne    | Lise Revol                   |
| 3 | 9 novembre  | Pierric          | Lison Desprez  | Laly Pichon         | Mathilde Tritz    | Lison Desprez                |
| 4 | 10 novembre | Pierric          | Lison Desprez  | Lilou Aguirre Lavin | Clarisse Moriceau | Lison Desprez                |
| 5 | 23 novembre | Troyes           | Lison Desprez  | Zélie Lambert       | Jeanne Duterne    | Lison Desprez                |
| 6 | 24 novembre | Troyes           | Jeanne Duterne | Lise Revol          | Lison Desprez     | Lison Desprez                |
| 7 | 14 décembre | La Ferté-Bernard | Lise Revol     | Jeanne Duterne      | Lison Desprez     | Lison Desprez                |
| 8 | 15 décembre | La Ferté-Bernard | Lise Revol     | Lison Desprez       | Jeanne Duterne    | Lise Revol                   |

### Classement
Lise Revol remporte le classement général.
|   | Coureuse            | Équipe                  | Points |
| - | ------------------- | ----------------------- | ------ |
| 1 | Lise Revol          | AS Bike Racing          | 261    |
| 2 | Lison Desprez       | VC de l'Evron Coëtmieux | 259    |
| 3 | Jeanne Duterne      | AS Bike Racing          | 247    |
| 4 | Camille Basset      | VC Pays de Loudéac      | 227    |
| 5 | Lilou Aguirre Lavin | Laval Cyclisme 53       | 225    |